# Angelo Molinari
Angelo Molinari (Roma, 1893 – Civitavecchia, 1975) è stato un imprenditore italiano.

## Biografia
Fondatore nel 1945 a Civitavecchia della Sambuca Molinari in  collaborazione con i figli Marcello, Mafalda e Antonio.
Dopo aver iniziato negli anni venti a produrre liquori e profumi decide di trasferirsi ad Addis Abeba, in Etiopia (sono gli anni del colonialismo italiano), dove gestisce un locale. Successivamente, nel 1936, si trasferisce a Civitavecchia, luogo dove veniva già prodotta con successo, dal 1851, un'altra sambuca, quella di Luigi Manzi (a base di anice verde), a cui Molinari affiancherà la sua versione (a base di anice stellato). Molinari lavorò alla Manzi e alla Fa.Ma, collaborando con Donna Ida Mancini in Fanuele - Imprenditrice e Politica - già Presidente del CDA della Manzi che al 25 settembre 1939, aveva quali amministratori: Mancini Ida (presidente), Fanuele Demetrio (consigliere delegato) e Manzi Luigi (consigliere). In data 14 novembre 1948, rep. 1578 Notaio Mario Pulcini, mediante assemblea dei soci, delibera di trasformazione della Sambuca Manzi in srl Sambuca Fama. Dopo diversi anni  si mise in proprio creando la sambuca omonima divenuta poi famosa nel mondo. Il segreto del successo della Molinari fu proprio l'esportazione in paesi stranieri che le garantì una fama internazionale; cosa che non accadde per la Manzi. Alla morte del fondatore l'azienda passò alla figlia Mafalda Molinari.